# Francisco Ramos de Andrade Neves
Francisco Ramos de Andrade Neves (Rio Grande do Sul, 31 de maio de 1874 — Rio de Janeiro, 15 de janeiro de 1951) foi um militar e político brasileiro. Era bisneto do barão do Triunfo, José Joaquim de Andrade Neves, herói da Guerra do Paraguai.

## Carreira Militar
Entrou no Exército Brasileiro em março de 1889,  na arma de Cavalaria, sendo promovido a segundo-tenente em 1893, a primeiro-tenente em 1901, a capitão em 1908 e a major em 1916, quando assumiu o comando do Forte de Copacabana. Em 1919 foi promovido a tenente-coronel, tornando-se chefe da 2ª Seção do Estado-Maior do Exército.
Em 1920 foi indicado representante militar do Brasil na Comissão Permanente Consultiva para Questões Militares, Navais e Aéreas da Sociedade das Nações e no ano seguinte foi escolhido presidente da subcomissão militar da Comissão Permanente Consultiva do mesmo organismo. Em 1922 representou o Brasil nas comissões Econômica e Financeira e de Repartição de Despesas da Sociedade das Nações e foi promovido a coronel. Em 1923, foi consultor técnico da delegação brasileira à IV Assembléia da Sociedade das Nações e designado adido militar da embaixada do Brasil na Bélgica, onde permaneceu até 1925. De volta ao Brasil, assumiu em seguida o cargo de diretor do Arsenal de Guerra do Rio de Janeiro e em 1926 foi promovido a general-de-brigada. Em 1927 deixou o arsenal e foi nomeado diretor de Material Bélico do Exército, cargo em que permaneceu até 1930.
Ainda no Governo Washington Luís, foi nomeado chefe do Estado-Maior da Presidência da República no dia 10 de setembro de 1930. Ocupava este posto quando, no final desse mês, foi procurado por Lindolfo Collor, líder político gaúcho, que, a mando de Getúlio Vargas, encontrou-se no Rio de Janeiro com vários oficiais de alta patente ainda não comprometidos com a revolução que se pretendia desencadear para depor Washington Luís. Segundo Hélio Silva, esses contatos não foram satisfatórios porque Andrade Neves se mostrou na ocasião muito reticente quanto a uma possível adesão sua ao movimento. No entanto, segundo João Neves da Fontoura, Collor conseguiu o apoio dos generais Andrade Neves, Augusto Tasso Fragoso e Alfredo Malan d’Angrogne, aos quais se juntariam mais tarde outros oficiais importantes do Exército e da Marinha.
No dia 24 de outubro Washington Luís foi deposto, formando-se uma junta provisória para governar o país, constituída dos generais Tasso Fragoso e João de Deus Mena Barreto e do almirante José Isaías de Noronha. No dia  3 de novembro, Vargas recebeu dessa junta o poder presidencial, como delegado da revolução. Com a ascensão de Vargas, Andrade Neves foi mantido na chefia do Estado-Maior da Presidência da República, agora denominado Estado-Maior do Governo Provisório, até 6 de janeiro de 1931. Promovido a general-de-divisão em abril de 1931, foi nomeado comandante da 3ª Região Militar, sediada em Porto Alegre.
Em 1932, no período que antecedeu a eclosão da Revolução Constitucionalista em São Paulo, a inquietação política, que era grande nesse estado, se estendeu até Mato Grosso e Rio Grande do Sul. Andrade Neves, ainda comandante da 3ª RM, mantinha nessa ocasião contatos com a Frente Única Gaúcha (FUG), coalizão do Partido Republicano Rio-Grandense (PRR) com o Partido Libertador (PL). Borges de Medeiros, presidente do PRR, prometera apoio a São Paulo, enquanto o governador do estado, Flores da Cunha, negociava ao mesmo tempo com o governo federal e com os paulistas.
Preocupados com a possibilidade de Andrade Neves vir a apoiar os constitucionalistas de São Paulo, os revolucionários de 1930 vinculados ao Clube 3 de Outubro, organização tenentista, pressionaram o Ministro da Guerra, José Fernandes Leite de Castro, para que interferisse de algum modo na 3ª RM a fim de sabotar as relações entre o general Andrade Neves e a FUG. Através de uma série de manobras, como nomeações e transferências de comandantes de corpos de tropas sem consulta a Andrade Neves, e recusando ao mesmo tempo suas indicações, o ministro da Guerra conseguiu neutralizar seu campo de influência e ação. Em consequência, o comandante da 3ª RM solicitou sua exoneração do cargo em telegrama enviado ao ministro da Guerra no dia 30 de maio de 1932, atitude que já tomara duas vezes sem ser atendido.
Esse pedido de exoneração provocou uma crise no governo gaúcho. Necessitando do apoio da FUG, à qual o general Andrade Neves continuava ligado, Flores da Cunha ameaçou renunciar e telegrafou a Osvaldo Aranha, afirmando que a saída do comandante da 3ª RM perturbaria a ordem pública. Osvaldo Aranha debateu o assunto com Vargas, que procurou contemporizar por alguns dias. Finalmente, o chefe do Governo Provisório decidiu exonerar o ministro da Guerra, reafirmando sua confiança no comandante da 3ª RM e solicitando que permanecesse no posto. No dia 9 de julho, data da eclosão da Revolução de 1932 em São Paulo, Andrade Neves retornou de uma viagem curta que realizara e reassumiu o comando da 3ª RM. A partir de então, definiu-se o panorama gaúcho: Flores da Cunha e Andrade Neves apoiaram Vargas, rompendo com a FUG, que ficou do lado dos paulistas, e puderam controlar o Exército e a Brigada Militar, dominando a situação no estado.
No dia 16 de agosto o chefe do Estado-Maior do Exército, Tasso Fragoso, foi demitido, por suspeita de colaborar com os revolucionários. Andrade Neves teve seu nome sugerido por Pedro Aurélio de Góis Monteiro, comandante das forças governistas. Dessa forma, foi Chefe do Estado-Maior do Exército, entre 6 de setembro de 1932 e 9 de agosto de 1934.. Em outubro de 1932, ao fim de quase três meses de combate, os revoltosos de São Paulo foram derrotados e o poder de Vargas ficou amplamente confirmado.
Em 31 de julho de 1934, foi nomeado Ministro do Supremo Tribunal Militar (STM), função que exerceu até se aposentar em 25 de julho de 1941, sendo Presidente do Tribunal de 1º de abril de 1938 até sua aposentadoria.

## Vida pessoal
Foi casado com Zalda Vilela de Carvalho Andrade, filha do Marechal Fernando Setembrino de Carvalho, ministro da Guerra de 1922 a 1926, com quem teve três filhas.